# ابوالمفاخر محمد باقر تونی
ابوالمفاخر محمد باقر تونی وی یکی از علمای کلام است که کتابی تحت عنوان روضة الاصول المفاخریه فی شرح الفصول النصریه به عربی دارد . این کتاب شرح مختصر نیکویی است بر ترجمه فصول العقائد خواجه نصیر الدین طوسی که رکن الدین محمد علی گرگانی استرآبادی ترجمه نموده و این ترجمه به شاه سلطان حسین صفوی تقدیم شده و روز جمعه از دهه اول ماه رجب ۱۱۱۶ پایان یافته است.